# El professor guillat (pel·lícula de 1996)
El professor guillat (títol original en anglès: The Nutty Professor) és una pel·lícula estatunidenca dirigida per Tom Shadyac, estrenada l'any 1996. Ha estat doblada al català.

## Argument
El professor Sherman Klump, professor tímid, té problemes amb la seva obesitat. Quan s'enamora de la bonica Carla Purty, decideix posar a punt una poció que el transformarà en un home prim i seductor, Buddy Love.

## Repartiment
- Eddie Murphy: professor Sherman Klump / Buddy Love / Lance Perkins / Cletus 'Papà' Klump / Anna Pearl 'Mama' Jensen Klump / Ida Mae 'Granny' Jensen / Ernie Klump, Sr.
- Jada Pinkett Smith: professor Carla Purty
- James Coburn: Harlan Hartley
- Larry Miller: Dean Richmond
- Dave Chappelle: Reggie Warrington
- John Ales: Jason
- Patricia Wilson: Grace, la secretària de Dean
- Jamal Mixon: Ernie Jr. "Hercules" Klump
- Nichole McAuley: modista
- Hamilton von Watts: inspector d'higiene
- Chao Li Chi: personatge asiàtic
- Tony Carlin: hoste
- Quinn Duffy: cambrer
- Montell Jordan: ell mateix
- Doug Williams: líder del grup

## Al voltant de la pel·lícula
- El film és un remake d'El professor guillat, un film de Jerry Lewis estrenat l'any 1963.
- Peter Segal va dirigir una continuació l'any 2000: Nutty Professor II: The Klumps.
- "Comèdia tremendament irregular que tan sols va servir per augmentar l'ego personal del seu conegut protagonista".[3]

## Premis i nominacions[calcitació]
Premis
- Oscars 1997: Oscar al millor maquillatge per a Rick Baker i David Leroy Anderson.
- BAFTA 1997: BAFTA al millor maquillatge per a Rick Baker i David Leroy Anderson.

Nominacions
- Globus d'Or 1997:Globus d'Or al millor actor musical o còmic per a Eddie Murphy
- Premis MTV Movie 1997: millor actuació còmica i millor actuació masculina per a Eddie Murphy.